# オリエント急行殺人事件 (2017年の映画)
『オリエント急行殺人事件』（オリエントきゅうこうさつじんじけん、原題: Murder on the Orient Express）は、2017年のアメリカ合衆国のミステリー映画。監督・主演はケネス・ブラナーが務めた。本作は1934年にアガサ・クリスティが発表した小説『オリエント急行の殺人』を原作としている。

## ストーリー
1934年。著名なベルギー人私立探偵のエルキュール・ポアロは、エルサレムの聖墳墓教会で起きた事件の謎を説いた後、イスタンブールで休暇を取ろうとしていた。しかし、別件で急遽、ロンドンに戻らなければならなくなる。偶然にもオリエント急行の重役で、かつて助けた恩がある青年ブークと再会したポアロは、彼の計らいで間もなく発車するフランス・カレー行きの列車に乗ることができた。列車は季節外れの満員であり、特に上等客車にはアメリカ人美術商のエドワード・ラチェットや、陽気な未亡人キャロライン・ハバードを始めとして、様々な人種・職業・年齢の者が乗り合わせていた。このため、ポアロは二等寝台に泊まることになった。
2日目の昼、ポアロはラチェットからカレーに着くまで護衛に雇いたいと頼まれる。おそらく商売上のトラブルで、命を狙う旨の脅迫状が届いたからだという。しかし、ラチェットの人柄を気に入らないポアロはこれを断る。2日の深夜、ポアロはブークの好意で一等寝台の1号室に移り、日課の読書を楽しんでいた。隣の2号室はラチェットの部屋であり、しばしばポアロは廊下での物音に気づいて外を確認し、赤いマントの人物の後ろ姿などを確認する。そして時刻は1時を回って寝ようとした時、列車は不意の雪崩で脱線し立ち往生してしまった。
翌朝、ブークが食堂車で上等客室の乗客たちに状況説明をしていた折、ラチェットが起きて来ないことに気づく。ポアロはブークや客でもあるアーバスノット医師と共にラチェットの部屋を確認すると、12の刺し傷がある滅多刺しにされた彼の遺体を発見する。ブークに頼まれて事件捜査を始めたポアロは、燃やされた脅迫状の残骸を見つけ、そこから、ラチェットの正体が数年前にアメリカで起きたアームストロング家令嬢誘拐殺人事件の犯人カセッティであったことを知る。この事件は裕福な軍人であったアームストロング大佐の幼い娘が誘拐殺人の被害者となり、そのショックで身重のアームストロング夫人ソニアは流産してお腹の子とともに死亡、大佐も妻子の後を追って自殺したという悲劇的な事件であった。実はポアロは生前の大佐から捜査の依頼を受けていたという縁があった。
ポアロは乗客たちと個別に面談し、アリバイや動機がある者を探っていく。しかし、基本的にフランス車掌のピエール・ミシェルが廊下で待機していたことや、客の証言同士でアリバイが証明されるなどして手詰まりとなる。一方で乗客の一人であるエレナ・アンドレニ伯爵夫人は、ソニアの実妹でアリバイがなかった。ポアロは他の証言者たちが何かを隠していると見抜き、同事件で冤罪で自殺に追い込まれた若いフランス人メイドの存在など、次第に彼らがアームストロング家の事件と何かしらの関わり合いがあることに気づく。ポアロは家庭教師のメアリに鎌をかけるが、実は恋仲であり、容疑者の1人でもあるアーバスノットの怒りを買い命を狙われる。偶然と機転によって危機を脱したポアロは容疑者の客と車掌のピエールを集め、事件の謎解きを始める。
ポアロはまずラチェットに恨みを持つ東洋のギャングが彼を殺害し、脱線の混乱に乗じて既に逃亡した可能性に言及する。しかし、ポアロはこの説は筋は通っているが細かい部分では矛盾していることを認める。その上でポアロは、ブークとエレナを除く乗客と車掌12名が犯人であるという推理を披露する。ここでキャロラインは、自分の正体がソニアの実母である舞台女優リンダ・アーデンであることと、今回の計画の首謀者であることを認める。ポアロは自分の推理と真の悪が裁かれることの乖離を嘆きつつ、ブークは嘘をつけるが自分にはできないとして、真実を隠したいなら自分を撃てと、アーバスノットから奪った拳銃をリンダに渡す。しかし、リンダはポアロを撃たず、自分に銃口を向けて自殺しようとするが、これは空砲であった。ポアロは犯人たちを試しており、この結果を受けて真相を秘めることを約束する。
脱線から戻って運行を再開した列車はユーゴスラビアの駅に停車する。そこでポアロは現地の警察に単独犯人説を説明して納得させ、リンダたちは列車に残る。ポアロがホームを歩いていると、イギリス軍の使者から、ナイル川での死亡事件を至急調査して欲しいというメモを受け取る。ポワロが事件を引き受ける返答をしたところで物語は終わる。

## 登場人物
※括弧内は日本語吹替
エルキュール・ポアロ
演：ケネス・ブラナー（草刈正雄）
主人公。イギリスで活躍するベルギー人私立探偵。
エドワード・ラチェット
ジョニー・デップ（平田広明）
アメリカ人の美術商。偽物を売ったことが顧客に発覚し危機に陥っている。2日目の夜、自室に密室下で殺される。
実はアームストロング家令嬢誘拐殺人事件の犯人で、本名はカセッティ。真相発覚後は既にヨーロッパに逃げており、捕まらず、今に至る。
ピラール・エストラバドス
演：ペネロペ・クルス（高橋理恵子）
ヒスパニック系の女性宣教師。厳格な性格。事件当夜、生きているラチェットを最後に目撃する。
実はアームストロング家の乳母。原作における看護婦グレタ・オールソンに相当する人物。
ゲアハルト・ハードマン
ウィレム・デフォー（家中宏）
ドイツ人教授。フランスで行われる学会に向かっている。
実はアメリカの元警官で、冤罪で自殺したアームストロング家のメイドであるスザンヌの恋人。
ドラゴミロフ公爵夫人
ジュディ・デンチ（山村紅葉）
亡命ロシア貴族の老婦人。富豪。愛犬と使用人を連れて列車に乗る。
実はソニアの後見人で、リンダの親友。
ヒルデガルデ・シュミット
オリヴィア・コールマン（米丸歩）
ドラゴミロフ公爵夫人のメイド。ドイツ人。無愛想な中年女性。
実はアームストロング家の料理人。
ヘクター・マックイーン
ジョシュ・ギャッド（石上裕一）
ラチェットの秘書。アメリカ人。禁酒令を嫌ってヨーロッパに来たというアルコール中毒者。
実はアームストロング家事件でスザンヌを告発し、自殺に追いやった検事の息子。
エドワード・ヘンリー・マスターマン
デレク・ジャコビ（小田桐一）
ラチェットの執事。礼儀正しい落ち着いた老爺。
実はアームストロング家の執事。
ドクター・アーバスノット
レスリー・オドム・Jr（綱島郷太郎）
アメリカ出身の黒人の青年医師。
実は元軍人で、アームストロング大佐の部下。後に大佐に支援され医者になる。
キャロライン・ハバード夫人
ミシェル・ファイファー（駒塚由衣）
アメリカ人の未亡人。陽気で明るい性格。部屋はラチェットの隣で事件当夜、自室に犯人らしき男が侵入していたと証言する。
実はソニアの実母で、著名な舞台女優リンダ・アーデン。
メアリ・デブナム
デイジー・リドリー（永宝千晶）
家庭教師。
実はアームストロング家の家庭教師も務めていた。
ビニアミノ・マルケス
マヌエル・ガルシア＝ルルフォ（中村章吾）
キューバ人の自動車セールスマン。
実はアームストロング家の運転手。後に大佐に支援され自動車ディーラーになる。
ピエール・ミシェル
マーワン・ケンザリ（玉木雅士）
オリエント急行の車掌。フランス人青年。上等客室の廊下で待機する。
実はアームストロング家の事件で冤罪で自殺したスザンヌの兄。
ルドルフ・アンドレニ伯爵
セルゲイ・ポルーニン（岩川拓吾）
ハンガリーの貴族。ダンサーとしても名声を得ている。外交特権を有する。
エレナ・アンドレニ伯爵夫人
ルーシー・ボイントン（清水理沙）
ルドルフの妻。精神不安症を患っており、客室からは出てこれない。
実はソニアの実妹。
ブーク
トム・ベイトマン（中村悠一）
オリエント急行のオーナーの甥で、同社の重役。かつて事件に巻き込まれポアロに助けられた恩がある。

### アームストロング家令嬢誘拐殺人事件の関係者
アームストロング大佐
フィル・ダンスター
裕福なアメリカの軍人。幼い娘が誘拐及び殺され、さらには妻も失って自殺する。生前、ポアロに捜査を依頼していた。
ソニア・アームストロング
ミランダ・レーゾン
アームストロング夫人。誘拐当時は身重だったが娘の死のショックで流産し、お腹の子もろとも死亡する。
スザンヌ
アームストロング家のフランス人メイド。事件の犯人として検事に告発され、自殺に追い込まれる。後に冤罪が確定する。

## 製作
2013年12月、20世紀フォックスが『オリエント急行の殺人』を映画化すると発表した。2015年6月16日、20世紀フォックスは監督にケネス・ブラナーを起用すると発表した。11月20日には、監督のブラナーが自らエルキュール・ポアロを演じると報じられた。2016年6月10日、アンジェリーナ・ジョリーが本作の出演交渉に入ったと報じられたが、8月4日には交渉が不首尾に終わっていたことが判明した。17日、レスリー・オドム・Jrが本作の出演交渉に入っているとの報道があった。9月6日、トム・ベイトマンがムッシュ・ブーク役に起用されたと報じられた。29日、ジョニー・デップ、ミシェル・ファイファー、デイジー・リドリー、ジュディ・デンチ、マイケル・ペーニャ、デレク・ジャコビ、ルーシー・ボイントンが本作に出演すると発表された。
10月20日、ジョシュ・ギャッドがヘクター・マックイーンを演じることになったという報道があった。27日、マーワン・ケンザリの出演が決まった。11月11日にはペネロペ・クルスが本作に出演すると報じられた。12月5日、セルゲイ・ポルーニンの出演が決まった。2017年1月5日、ウィレム・デフォーがハードマン役に起用されたとの報道があった。9日、オリヴィア・コールマンの出演が決まった。25日、降板することになったペーニャの代わりに、マヌエル・ガルシア＝ルルフォが起用されることになったと報じられた。
本作におけるポアロの口髭はアルバート・フィニーやデヴィッド・スーシェが演じたポアロの口髭よりも大きなものになっている。これはより原作に忠実なポアロ像を再現した結果である。また、ブラナーは「ポアロはあの大きな髭を一種の隠れ蓑にしているんだ。髭を見た相手がそれで彼のことをバカにしたり見下したりして彼の探偵としての能力も軽んじれば、ポアロにとっては仕事がやりやすくなるのさ。」とも語っている。
2016年11月22日、本作の主要撮影がイギリスで始まった。ブラナー監督作品としては『ハムレット (1996年の映画)』以来20年ぶりに、大部分を65mmフィルムで撮影・70mmプリントで公開となる。

## マーケティング
2017年5月3日、『エンターテインメント・ウィークリー』に本作のキャストが一堂に会した写真が掲載された。

## 興行収入
本作は『パパVS新しいパパ2』と同じ週に封切られ、公開初週末に2000万ドル前後を稼ぎ出すと予想されていたが、実際の数字はそれを上回るものとなった。2017年11月10日、本作は全米3341館で封切られ、公開初週末に2868万ドルを稼ぎ出し、週末興行収入ランキング初登場3位となった。

## 評価
本作は賛否両論となっている。映画批評集積サイトのRotten Tomatoesには198件のレビューがあり、批評家支持率は59%、平均点は10点満点で6.1点となっている。サイト側による批評家の見解の要約は「映画史の古典となった1974年版に何一つ新しいものを付け足せていないとしても、スタイリッシュなセットとオールスターキャストのお陰で、『オリエント急行殺人事件』は脱線せずに済んでいる。」となっている。また、Metacriticには43件のレビューがあり、加重平均値は52/100となっている。なお、本作のCinemaScoreはBとなっている。

## 続編
2015年11月、ジェームズ・プリチャード（クリスティの著作権の管理者で、クリスティのひ孫）は続編製作への期待を述べた。また、ブラナー自身も「もしこの作品が興行的に上手くいけば、（クリスティの）別の作品を映画化する意欲はある」と述べている。なお、本作のエンディングは続編が製作される可能性を示唆している。
2017年11月20日、本作のエンディングで示唆された通り、『ナイルに死す』が続編として映画化されると報じられた。主演のブラナーと脚本家のマイケル・グリーンが続投する予定である。

## テレビ放送
| 回 | 放送日        | 放送時間（JST）   | 放送局     | 放送枠         | 視聴率(関東) | 備考         | 出典   |
| -- | ------------- | ----------------- | ---------- | -------------- | ------------ | ------------ | ------ |
| 1  | 2020年10月3日 | 土曜21:00 - 23:10 | フジテレビ | 土曜プレミアム | 8.4%         | 地上波初放送 | [ 33 ] |